# Mistrzowie miecza
Mistrzowie miecza (chiń. 剑侠情缘之藏剑山庄) – chińsko-hongkoński film przygodowy-sf z elementami romantyki z 2011 roku w reżyserii Fenga Bo Yuana i Wu Ya Qiao. W Polsce premiera filmu odbyła się na kanale TV4 z polskim lektorem – Stanisławem Olejniczakiem. Premiera w Polsce odbyła się 15 lutego 2014 roku i 22 lutego, ponieważ film trwa ponad 3 godziny, dlatego został podzielony na dwie części.

## Fabuła
Rok 2030. Korporacja JS tworzy przełomową grę internetową. Można dzięki niej przedostać się do wirtualnego świata i doświadczać na własnej skórze wszystkiego, co spotyka postacie. Zhao  ze swoją dziewczyną Ye Jing Yi (Wu Ya Qiao) i jej koleżanką Ning Xin  wchodzą do gry. Wówczas dochodzi jednak do ataku hakerów. Młodzi ludzie zostają uwięzieni w roku 735, za czasów panowania dynastii Tang, na najtrudniejszym poziomie gry. Ukochany Ning Xin, zaawansowany gracz Ye Fan (Nicholas Tse), musi odnaleźć ich w wirtualnym świecie i uratować.